# Dorfkirche Wegendorf

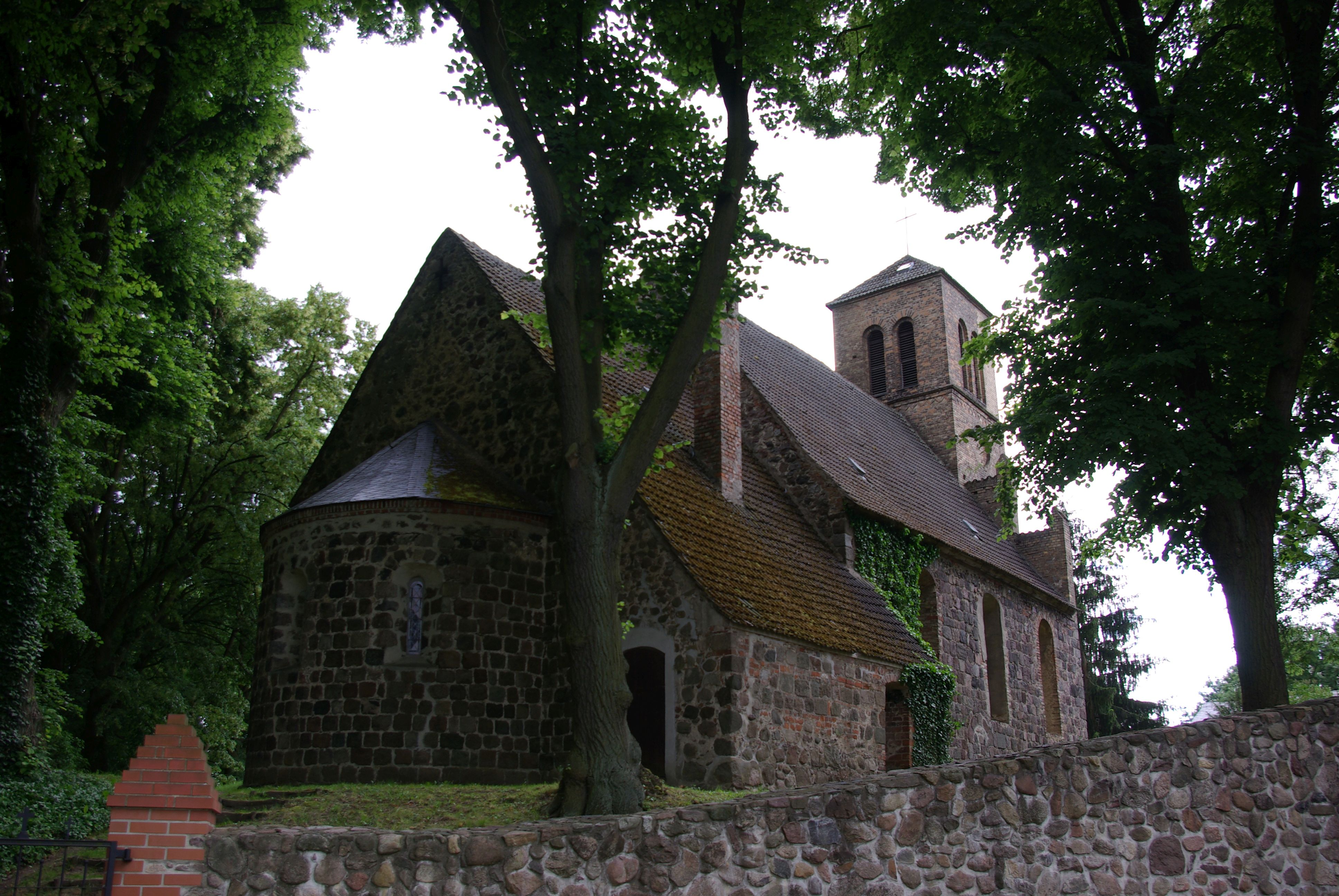
Dorfkirche Wegendorf

Die evangelische, denkmalgeschützte Dorfkirche Wegendorf steht in Wegendorf, einem Ortsteil der Stadt Altlandsberg im Landkreis Märkisch-Oderland von Brandenburg. Sie gehört zum Kirchenkreis Oderland-Spree der Evangelischen Kirche Berlin-Brandenburg-schlesische Oberlausitz.

## Beschreibung
Die Feldsteinkirche stammt ursprünglich aus der Mitte des 13. Jahrhunderts mit Ausnahme des 1861 im Westen aus Backsteinen von Grund auf erneuerten quadratischen Kirchturms. An das Langhaus schließt sich im Osten ein eingezogener Chor und mit halbrunder Apsis an, deren Innenraum 1907 ausgemalt wurde. Das oberste Geschoss des Kirchturms beherbergt hinter den als Biforien gestalteten Klangarkaden den Glockenstuhl. Am Ende des Zweiten Weltkriegs verlor der Kirchturm seinen Helm und besitzt seit 1948 ein flaches Pyramidendach.
Das Langhaus ist innen mit einer Flachdecke überspannt, der Chor mit einem Kreuzrippengewölbe. Beide sind durch einen Triumphbogen verbunden. Zur Kirchenausstattung gehört ein geschnitzter Altar aus der ersten Hälfte des 18. Jahrhunderts, der um 1925 übermalt wurde. Die Orgel auf der Empore im Westen wurde 1960 von der Jehmlich Orgelbau Dresden gebaut.